# Підводні човни типу «Осветнік»
| Підводні човни типу «Осветнік» | Підводні човни типу «Осветнік»                | Підводні човни типу «Осветнік»                |
| ------------------------------ | --------------------------------------------- | --------------------------------------------- |
| Осветник / Osvetnik            |                                               |                                               |
|                                |                                               |                                               |
|                                |                                               |                                               |
| Під прапором                   | Югославія Італія                              | Югославія Італія                              |
| Проєкт                         |                                               |                                               |
| Основні характеристики         |                                               |                                               |
| Швидкість (надводна)           | 14,5 вузлів (дизель)                          | 14,5 вузлів (дизель)                          |
| Швидкість (підводна)           | 9,2 вузлів (електродвигун)                    | 9,2 вузлів (електродвигун)                    |
| Робоча глибина занурення       | 80 м                                          | 80 м                                          |
| Автономність плавання          | 5000 миль (на 9 вузлах)                       | 5000 миль (на 9 вузлах)                       |
| Екіпаж                         | 43 чоловік                                    | 43 чоловік                                    |
| Розміри                        |                                               |                                               |
| Довжина найбільша (по КВЛ)     | 66,5 м                                        | 66,5 м                                        |
| Ширина корпусу найб.           | 5,4 м                                         | 5,4 м                                         |
| Середня осадка (по КВЛ)        | 3,8 м                                         | 3,8 м                                         |
| Водотоннажність надводна       | 630 т                                         | 630 т                                         |
| Озброєння                      |                                               |                                               |
| Артилерія                      | 1 x 100-мм гармата 1 x 40-мм зенітний автомат | 1 x 100-мм гармата 1 x 40-мм зенітний автомат |
| Торпедно- мінне озброєння      | 6 x 550-мм ТА (12 торпед)                     | 6 x 550-мм ТА (12 торпед)                     |

Підво́дні човни  типу «Осветнік» (серб. Подморнице класе Осветник, хорв. Podmornice klase Osvetnik) — підводні човни ВМС Югославії, збудовані на верфі «Ateliers et Chantiers de la Loire» (Нант, Франція).

## Історія створення
Після закінчення Першої світової війни і утворення Королівства Сербів, Хорватів і Словенців (з 1929 року Югославія) постала потреба створення флоту нової держави. Основним морським противником Югославії була Італія, відповідно югославський флот мав захищати далматинське узбережжя та каботажне судноплавство.
Але після підписання мирних договорів з Австрією і Угорщиною Італія окупувала портові міста Рієка, Трієст та Пула, в яких були суднобудівні заводи Австро-Угорщини. Тому нові кораблі Югославія замовляла за кордоном.
У Франції були замовлені 2 підводні човни, які були розвитком французького проєкту «Сірен».
Човни були збудовані у 1928—1929 роках.

## Представники
| Назва             | Заводський номер | Ввід у стрій | Доля |
| ----------------- | ---------------- | ------------ | --- |
| Осветнік Осветник | П 3              | 1929 рік     | захоплений італійцями у 1941 році, затоплений 18 вересня 1943 року, піднятий у 1947 році й зданий за злам |
| Смелі Смели       | П 4              | 1928 рік     | захоплений італійцями у 1941 році, затоплений 9 вересня 1943 року, піднятий у 1947 році й зданий за злам  |